# Un homme qui crie
Un homme qui crie è un film del 2010 diretto da Mahamat-Saleh Haroun, vincitore del Premio della giuria al 63º Festival di Cannes.
Il film è stato presentato  al Festival del cinema africano, d'Asia e America Latina di Milano 2011 ed è stato candidato per il Premio Magritte per il miglior film straniero in coproduzione.

## Trama
Conflitto tra padre e figlio in un contesto di disorientamento e di perdita. Adam, ex campione di nuoto, dopo anni di lavoro nella piscina di un hotel è costretto dai nuovi gestori cinesi a lasciare il posto al figlio più giovane. Adam si sente quasi tradito dal figlio. Nel paese impazza la guerra civile ed il governo al potere richiede al popolo un sacrificio di guerra, ma Adam non ha soldi e finisce per sacrificare il figlio donandolo al fronte e rivelando con questo gesto tutta la sua fragilità di uomo ferito. Ma ben presto capisce di aver fatto un errore e parte disperato alla ricerca del figlio…

## Riconoscimenti
- Festival di Cannes 2010
  - Premio della giuria
- Chicago International Film Festival
  - Miglior attore
  - Miglior sceneggiatura
- 2011 - Fespaco
  - Etallon d'argent